# Квасов Андрій Васильович
Андрій Васильович Квасов (1720? — після 1770) — визначний російський та український архітектор середини XVIII століття. У Царському Селі будував Великий Царськосільський палац.
В Україні відомі його споруди в Козельці, Батурині, та Глухові.

## Маловідома біографія

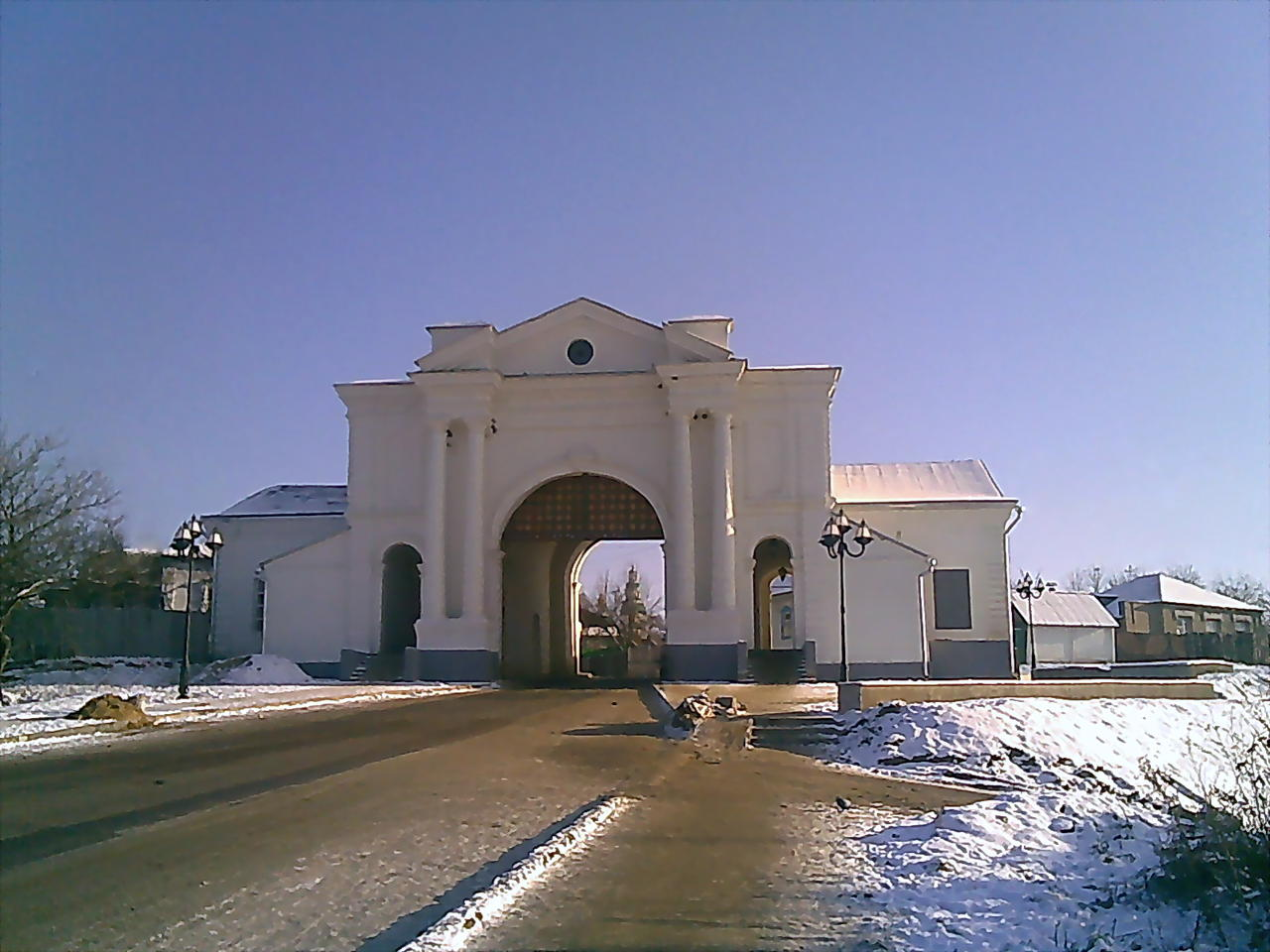
Київська брама міської фортеці в Глухові

Архітектор належить до діячів з маловідомою дотепер біографією. Не встановлено точно місяць і рік народження, дата смерті.
В 1755, коли архітектор Квасов жив на українських землях, його звинувачували в покритті російських солдатів, що зґвалтували сестру одного з козаків Київської сотні. В історичному архіві Києва досі зберігається «Справа про передачу на розгляд Київської полкової канцелярії скарги козака Козелецької сотні Київського полку Андрія Корсуна на капітана і архітектора Квасова за покриття солдатів, які по-звірячому згвалтували сестру Корсуна» (фонд №51, опис №1, справа №1428).
Він сформував першу українську архітектурну школу, котру можна назвати Глухівською. За проектами Андрія Квасова протягом 1766—1769 рр. було споруджено дві нові муровані брами в Глухові — Київську і Московську. Останньою його роботою був Собор Різдва Богородиці в Козельці.

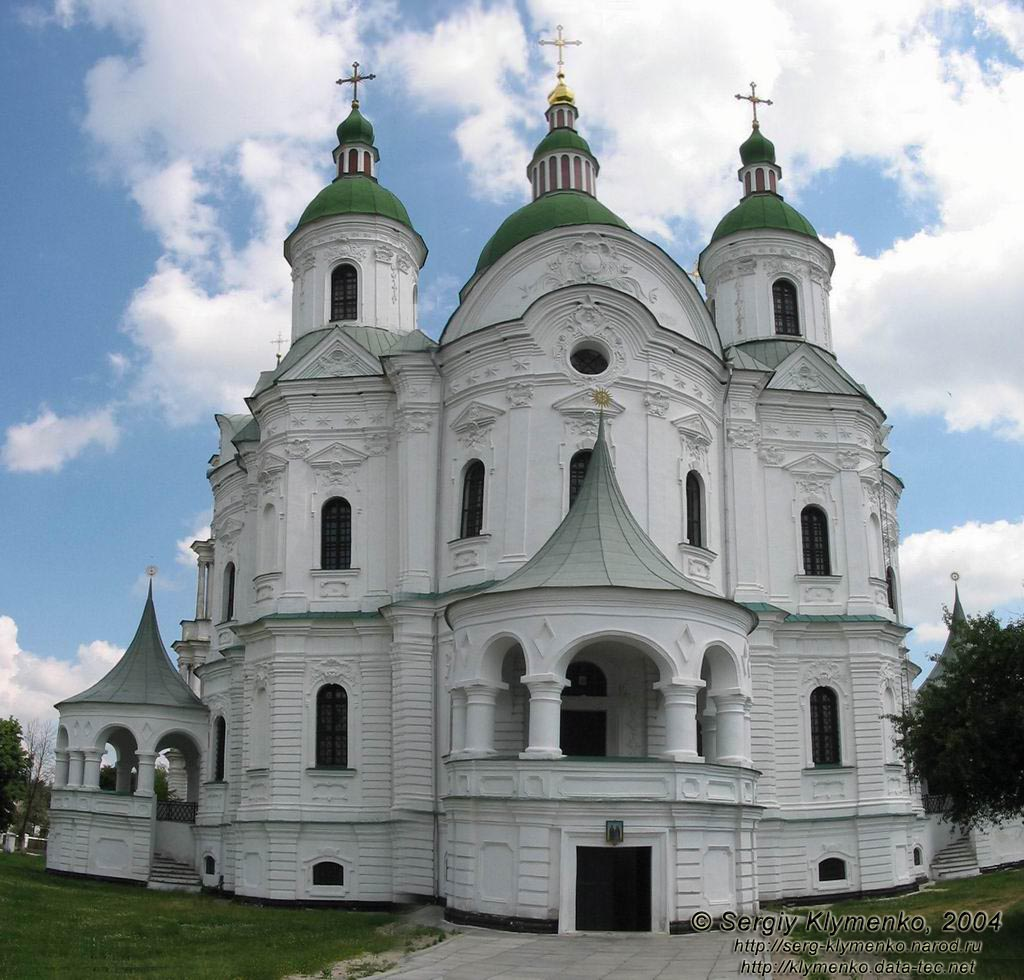
Собор Різдва Богородиці (Козелець)

З архівних джерел відомо щонайменше про двох учнів архітектора. Навички будівничого у Квасова опановували
- Мосципанов Максим Климентович (1745 ? — початок 1800)
- Федір Савич.

З архітектурною і керівною діяльністю М. К. Мосципанова пов'язують створення відомого своїм складним розплануванням палацу Рум'янцева в садибі Вишеньки та первісний палац в садибі Качанівка (за проектом Карла Бланка). Архітектура погано забезпечувала фінансами будівничих наприкінці 18 ст. Обидва учні А. Квасова були вимушені покинути її і займатися — Мосципанов заробляв військовою та громадянською службою, а Ф. Савич був примушений служити канцеряристом в Глухові через бідність і неспроможність завершити освіту в Москві чи Петербурзі.

### Будівлі, пов'язані з Квасовим
- Учнем М. Земцова — на будівництві Анненгофа і Лефортовського палацу в Москві
- Разом з Чевакінським та Растреллі — на будівництві Великого Царскосільського палацу
- Троїцький собор та дзвіниця у Глухові (зруйновані)
- Церква Спаса на Сінній площі, Санкт-Петербург (зруйнована)
- Палац канцлера Бестужева Олексія Петровича (перебудований)
- Палац для Олексія Разумовського, садиба Гостилиці, (зруйнований)
- Палац для О. Разумовського, Козелець, (зруйнований)
- Палац для О. Разумовського, Глухів, (зруйнований)
- Палац для Кирила Разумовського, Батурин, (зруйнований в 19 ст, реставрація-відновлена на початку 21 ст.)
- Генеральний план міста Батурин
- Собор Різдва Богородиці, Козелець
- Фортечні брами міста Глухів: Московська та Київська